# Geister in Princeton

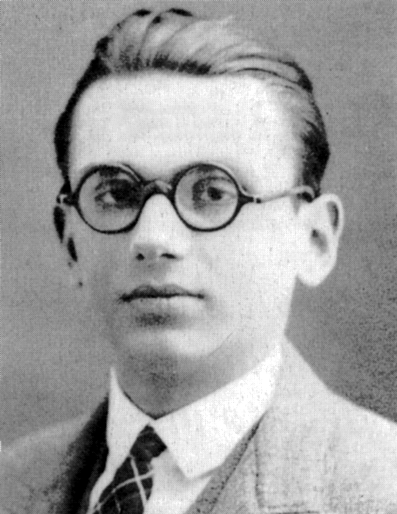
Kurt Gödel (1906–1978)

Geister in Princeton ist ein biographisches Stationendrama in fünf Akten und das dramatische Debüt von Daniel Kehlmann, das am 24. September 2011 am Schauspielhaus Graz uraufgeführt wurde. Kehlmann behandelt darin das Leben des Mathematikers und Philosophen Kurt Gödel. 2012 wurde es mit dem Nestroy-Theaterpreis ausgezeichnet.

## Inhalt

### Erster Akt
Kurt Gödel, der wohl größte Logiker seiner Zeit, verstarb am 14. Januar 1978 in der Universitätsstadt Princeton in den USA. Der erste Akt zeigt sein Begräbnis. An seinem Sarg stehen Harry Woolf, der Direktor des Institute for Advanced Study, an dem Gödel in seinen letzten Lebensjahrzehnten tätig war, der chinesische Mathematiker Hao Wang, zuletzt sein Assistent, und seine Witwe Adele, die ihn liebevoll „Kurtsy“ nennt. Gödel selbst ist als Geist anwesend und kommentiert das Gespräch der anderen, ohne gesehen oder gehört zu werden. Weil man fälschlicherweise annahm, er sei Jude (ein Running Gag des Stücks), klingt von fern das Kaddisch.
Woolf und Wang sind zwar voller Bewunderung für Gödels Leistungen wie den Unvollständigkeitssatz, halten ihn aber für völlig verrückt. Sie äußern ihr Unverständnis für das dem Wahnsinn anheimgefallene Genie und berichten von seiner Paranoia und seinem Gespensterglauben. Mit Woolf wollte er aus Angst, gekündigt zu werden, nie persönlich sprechen und erzählte ihm von „Todesengeln“ beim FBI, „unsichtbaren Spezialagenten“, die ihn töten wollten. Als ihm Wang einmal im Supermarkt begegnete, rannte er panisch davon. Er engagierte ihn nur als Assistenten, weil ihm die Geister gesagt hätten, „dass ihm von Asiaten kein Unglück droht“. Außerdem war er überzeugt, dass man ihn vergiften wollte, weswegen seine Frau alle Speisen vorkosten musste und er letztlich, da er auch ihr nicht mehr vertraute, verhungerte.
Der österreichische Botschaftsrat Strinetzki kommt mit einem Kranz und Grüßen des Bundespräsidenten Rudolf Kirchschläger. Als er fragt, ob er den Kranz an einer „jüdischen Trauerfeier“ überhaupt niederlegen dürfe, eröffnet Adele zur Überraschung aller, dass er gar kein Jude war. Gödel kommentiert späterhin trocken: „Wenn einem keiner glaubt, dass man kein Jude ist, dann ist man wohl Jude.“ Strinetzki verleiht ihm posthum den Großen Österreichischen Staatspreis zweiter Klasse und muss dann eilig zurück nach New York, um Herbert von Karajan zu empfangen.
Adele ist empört, dass man Gödel an seiner Beerdigung für wahnsinnig erklärt und ihm nur den Preis zweiter Klasse verliehen hat. Gödels Geist versucht sie zu trösten. Da er die Möglichkeit von Zeitreisen bewiesen habe, könne nichts, auch er nicht vergehen. Sie erinnern sich daran, wie sie sich in Wien zum ersten Mal begegnet sind. Adele war damals bereits verheiratet und wohnte an der Florianigasse. Als sie fragt, ob Gödel sie hören könne, antwortet er: „Adsel, ich bin tot. Ich höre dich nicht mehr.“

### Zweiter Akt
Der zweite Akt ist der Kindheit und der Wiener Zeit Gödels gewidmet. Er wuchs in Brünn auf und kam 1924 als 18-Jähriger zum Studium nach Wien, wo er sich an der Universität dem Wiener Kreis um Moritz Schlick anschloss.
Zu Beginn des Aktes trifft Gödels Geist am Sarg auf sein Alter Ego, das ihm verkündet:

„Das hier ist schon die Strafe. Die Rückschau auf ein Leben, das immer dieses Leben bleiben wird, nie ein anderes, immer nur das eine, und alles, was du versäumt hast, bleibt versäumt in Ewigkeit und wird wieder versäumt, und was du getan hast, tust du von neuem. Jedem seine eigene Hölle. Das ist deine.“

Nun folgen diverse, achronistisch gereihte Analepsen, als erste die Begegnung von Gödel und Adele, bei der er sich, als Student, noch infantiler verhält als in späteren Jahren. Adele ist Nackttänzerin und er hat sie bei einem Auftritt gesehen. Ihm bangt davor, sie seiner „Mutti“ vorzustellen, aber er findet sie entzückend. Sie ist irritiert, nimmt aber zögernd seinen Arm. Dann erscheint Gödel als Kind. Seine Mutter, die bezeichnenderweise von Adele gespielt wird, schärft ihm altösterreichischen, habsburgertreuen Patriotismus und Gottesergebenheit ein und rügt ihn für sein ständiges Nachfragen. Gödel unterhält sich mit seinem kleinen Ich, das mit Mathematikhausaufgaben beschäftigt ist und von nächtlichen Angstzuständen berichtet. In einem Monolog zeigt sich Adele unentschlossen, ihren Mann für Gödel zu verlassen. Gödel ist überzeugt, dass sie heiraten werden und erläutert ihr sein Zeitkonzept. Er zeigt bereits Symptome von Paranoia.
Als Privatdozent trifft Gödel den jüdischen Logiker John von Neumann, der als einziger seinen Unvollständigkeitssatz verstanden hat, unumwunden zugibt, dass Gödel ihm überlegen ist, und ihm eindringlich rät, als Jude noch vor dem Anschluss Österreichs zu fliehen. Er könne ihm ein Visum für die USA verschaffen. Dass er kein Jude ist, glaubt er ihm nicht. Noch einmal trifft Gödel auf sich als Kind, diesmal im Volksgarten in Wien. Er erzählt ihm von der Zukunft, von Adele und Einstein. Das Kind hört Stimmen in der Nacht.
Moritz Schlick ermahnt Gödel, resoluter aufzutreten und sich an Debatten zu beteiligen, sonst sehe er keine akademische Zukunft für ihn, auch wenn ihm Otto Neurath und sein Doktorvater Hans Hahn gewogen seien. Hans Nelböck tritt hinzu und bezichtigt Schlick, ihm eine Anstellung an der Universität verwehrt zu haben, seine Freundin abspenstig zu machen, ihn zu verfolgen und töten zu wollen, das sagten ihm seine Stimmen. Gödel werde auch bald Bekanntschaft mit ihnen machen.
Der Wiener Kreis diskutiert leidenschaftlich über Ludwig Wittgensteins Tractatus logico-philosophicus. Gödel will sich nicht daran beteiligen und verweist auf seinen Unvollständigkeitssatz, mit dem er bereits alles gesagt, den jedoch niemand verstanden habe. Wittgenstein empfängt nur noch Waismann, Hahn schon seit längerem nicht mehr, nachdem er ein okkultistisches Buch von Helena Petrovna Blavatsky in dessen Bibliothek ausgemacht hat, und seit neustem auch Schlick nicht mehr, was diesen sehr beleidigt.
Nach der Machtübernahme der Nationalsozialisten wird Gödel antisemitisch motiviert angegriffen. Adele verteidigt ihn mit ihrem Schirm und verspricht, auch in Zukunft „alle, die Böses wollen“ zu vertreiben. Plötzlich überkommt ihn ein Zweifel, er fürchtet, Adele sei mit seinen Feinden im Bunde. Er kann auch ihr nicht vertrauen.
Waismann und Schlick unterhalten sich gerade über Wittgensteins erratisches Gebaren, da tritt Nelböck auf und erschießt Schlick (dies geschah am 22. Juni 1936). Der tote Schlick unterhält sich kurz mit Gödel als Geist. Als er ihm die Hand reicht, weicht der zurück.

### Dritter Akt
Mit Hilfe von John von Neumann emigrierten Gödel und Adele im Januar 1940 in die USA. Da der Weg über Europa wegen des Zweiten Weltkriegs zu gefährlich war, reisten sie über die mit Deutschland noch verbündete Sowjetunion und das ebenfalls verbündete Japanische Kaiserreich. Der dritte Akt zeigt eine fiktive Episode dieser Flucht mit der Transsibirischen Eisenbahn in der Mongolei.
In einer abgelegenen Bahnstation, mitten in einer Einöde, wo es nur Mücken und Schnee gibt, unterhalten sich die beiden Beamten Kulakin und Mirkutkin darüber, dass bald ein Inspektor kommen soll. Gödel und Adele platzen in den Raum. Weil Gödel zuvor den Schaffner verdächtig angeschaut hat, wurden sie aus dem Zug geworfen. Adele, die kein Russisch kann, zeigt den Beamten ihre Papiere und bittet unverstanden um Hilfe. Zu aller Überraschung beginnt Gödel mit ihnen auf Russisch zu sprechen und fragt sie rundheraus, ob er sie bestechen könne. Die beiden sind unsicher, ob es sich bei ihm nicht um den angekündigten Inspektor handeln könnte, und setzen ihm Wodka vor, den er widerwillig trinkt und so zum einzigen Mal in seinem Leben betrunken wird. Inzwischen fährt der Zug ohne sie ab und Adele erleidet einen Nervenzusammenbruch. Die Beamten wollen ihr Bestechungsgeld und drohen, sie andernfalls zu erschießen. Gödel erscheinen die Geister des ermordeten Schlick und des Täters Nelböck, der inzwischen von den Nazis freigelassen wurde und nun in Frankreich kämpft. Nelböck berichtet, dass Kulakin in fünf Wochen verhaftet, gefoltert und in den Gulag bei Kolyma geschickt werde, wo er verhungern werde. Mirkutkin werde in einem Jahr in einem Gefecht getötet. Schlick prophezeit, Gödel werde einmal verhungern, und dringt in ihn, sich als Inspektor auszugeben, was der auch tut. Wegen des undurchdringlichen Schneegestöbers kommt der Zug zurück und die Gödels können weiterfahren.

### Vierter Akt
1942 machte Gödel in Princeton Bekanntschaft mit Albert Einstein. Der vierte Akt ist der engen Freundschaft der beiden Wissenschaftler gewidmet, die bis zum Tode Einsteins 1955 anhielt.
Adele bringt Gödel zu einem Spaziergang mit Einstein und bittet diesen, gut auf ihn aufzupassen. Sie haben sich verspätet, weil Gödels tote Mutter ihm befohlen habe, sich im Keller einzusperren. Gödel muss am Folgetag unbedingt seine Prüfung zur Erlangung der US-Staatsbürgerschaft bestehen, andernfalls würde er ausgewiesen, und Einstein will ihn coachen. Gödel weist darauf hin, wie viele Fehler die US-Verfassung aufweise, die leichtlich zu einer Diktatur führen könnten, und dass er nicht vorhabe, je wählen zu gehen, da seine Stimme nichts ändern könnte – beides untaugliche Antworten bei einer Prüfung. Zu Einsteins Entsetzen sagt er auch noch, dass er, wenn überhaupt, die Republikaner wählen würde. Wie viele Bundesstaaten es gibt, interessiert ihn nicht, genauso wenig wie die Hauptstädte heißen. Er berichtet von seinen nagenden Zweifeln, seine Frau, die er liebt und die ihm bereits das Essen vorkosten muss, könnte insgeheim für den Geheimdienst arbeiten. Besonders das Office of Strategic Services (OSS), das Einstein als potentiellen Kommunisten observiert, hat er im Verdacht. Die beiden Mongolen hält er mittlerweile für „böse Engel“. Einstein schärft ihm ein, dem Richter am nächsten Tag auf keinen Fall zu erzählen, dass er ständig Gespenster sehe. Er selbst glaubt nicht an Geister:

„Paradoxien sind Ihr Spezialgebiet, nicht meines. Jeder schafft sein Leben selbst. Wer an Geister glaubt, wird irgendwann auch welche treffen. Deshalb glaube ich nicht an Geister.“

Einstein beschäftigt es sehr, dass auf seine Anregung hin nun die Atombombe gebaut wird. Es stellt sich heraus, dass auch er Gödel für einen Juden hält. Gödel erläutert seine Hypothese, dass Zeitreisen theoretisch möglich seien, weswegen es „keinen absoluten Tod“ gebe. Zuletzt will Einstein wissen, welche Prognose Gödels Geister darüber abgegeben hätten, wie viele Jahre ihm noch blieben. Gödel bleibt vage, sagt aber traurig, dass er niemanden mehr zum Reden habe, wenn Einstein dereinst sterbe.

### Fünfter Akt
Der fünfte Akt schildert Gödels Hungertod 1978. In der ersten Szene steht Wang mit einem Teller Hühnchen vor Gödels verschlossener Haustüre und bittet ihn eindringlich, ihm zu öffnen und etwas zu essen. Er wird immer wütender und schleudert schlussendlich den Teller gegen die Tür.
In der zweiten Szene sitzen Gödel und Adele beim Essen. Adele hat extra Krautfleisch zubereitet, er will aus Angst vor Vergiftung aber gar nichts mehr essen. Zu seiner Ehrendoktorzeremonie in Harvard will er ebenfalls nicht. Zwischendurch spricht er zu den Geistern, die er im Raum sieht. Harry Woolf verschafft sich Zutritt. Er hat über Wang einen Brief von Gödel erhalten, den dieser an das Institute for Advanced Study in 5000 Jahren gerichtet hat, mit der Bitte, ihn mit einem zeitreisenden Gefährt abzuholen und in die Zukunft zu bringen, weil er bald durch „feindliche Kräfte“ vergiftet werde. Woolf will diesen Anschuldigungen nachgehen, Gödel schickt ihn aber fort. Adele hadert mit ihrem Leben an Gödels Seite.

„Man merkt ja alles zu spät. Man trifft einen Mann und glaubt, er wäre eine große Aufgabe. Und kümmert sich Tag und Nacht um ihn [...]. Und ganz am Ende kommt man darauf, dass es gar nicht nötig gewesen wäre. Eine andere hätte es getan. Man hätte eine Geschichte haben, man hätte glücklich sein dürfen.“

Gödel meint, er verdanke ihr alles und in Wahrheit sei der Mensch nicht frei in seinen Entscheidungen. Adele verlässt ihn, um irgendwann wieder zurückzukommen.
In der dritten Szene sitzt Gödel allein und verlassen da, als John von Neumann eintritt. Gödel fragt ihn, wie er herausfinden könnte, ob seine Geister eingebildet oder real sind. Neumann ermuntert ihn, doch lieber einmal das Leben zu genießen. Auf einmal entsinnt sich Gödel, dass Neumann längst (nämlich seit 1957) tot und also ein Geist ist. Im selben Augenblick beginnt von draußen Wangs Monolog aus der ersten Szene. Gödel fragt Neumann währenddessen, was ihn im Tod erwarte. Der sagt: „Sie, alter Freund. Sonst nichts. Immer Sie, wieder und wieder“, sonst wisse er nichts, und geht ab. Die Geister von Kulakin, Nelböck und Schlick und sein Alter Ego gesellen sich zu Gödel und er verriegelt die Tür, damit ihn niemand mehr retten kann. Die Geister verschwinden wieder. Sein jüngeres Ich kommt durch die Tür und holt ihn zu seinem Begräbnis.

## Aufführungen

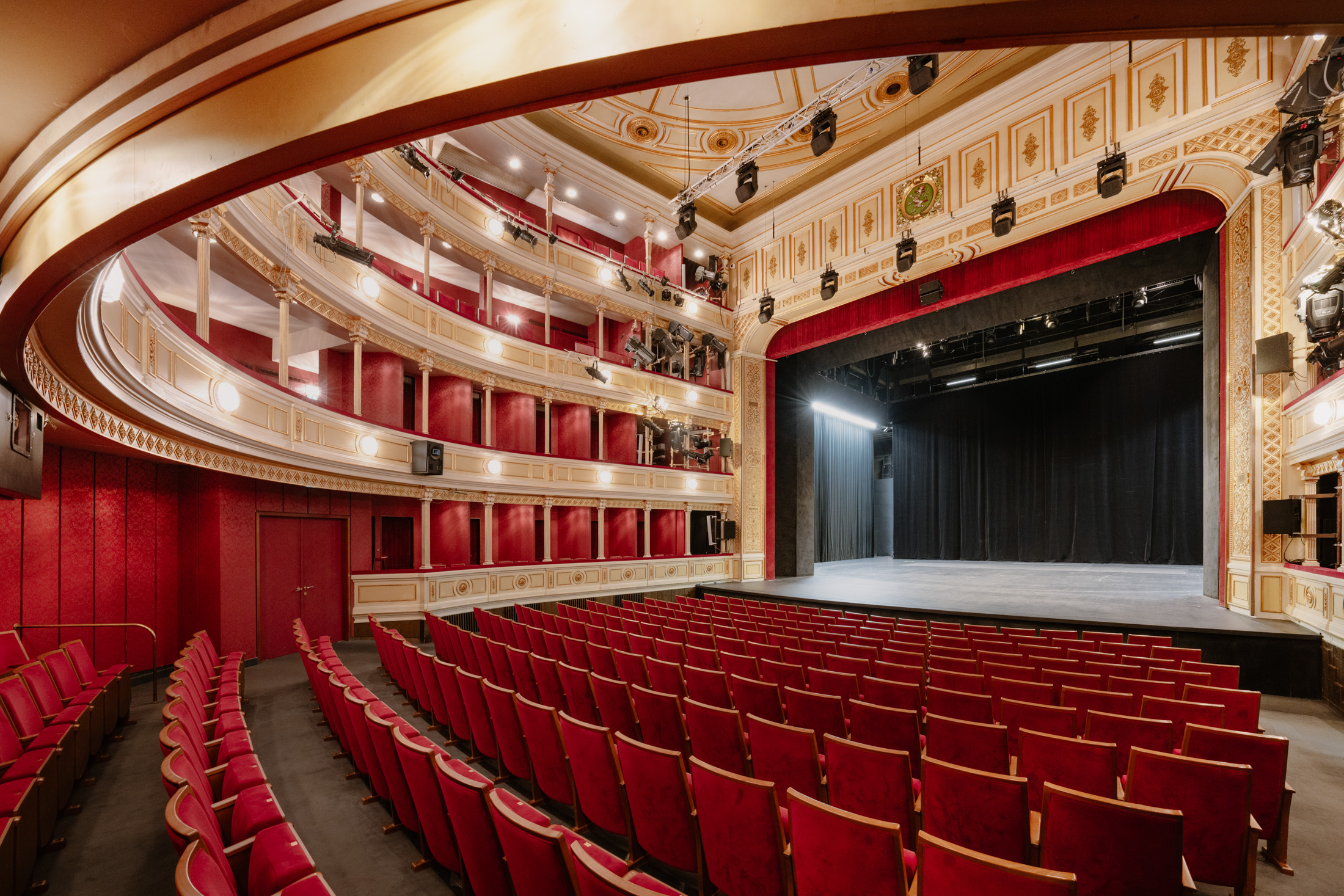
Zuschauerraum des Schauspielhaus Graz, Ort der Uraufführung

Am 1. August 2011 wurde das Stück an den Salzburger Festspielen in einer szenischen Lesung erstmals der Öffentlichkeit dargeboten. Christopher Hampton richtete die Lesung ein, Peter Jordan las Kurt Gödel.
Die eigentliche Uraufführung fand am 24. September 2011 am Schauspielhaus Graz statt. Regie führte Anna Badora, Gerriet K. Sharma komponierte die Musik. Zu sehen waren unter anderem Johannes Silberschneider als Kurt Gödel, Swintha Gersthofer als junge Adele Gödel und Hans Peter Hallwachs als Albert Einstein.
Die deutsche Erstaufführung wurde am 8. Januar 2012 am Renaissance-Theater in Berlin gegeben. Regie führte Torsten Fischer, Heikko Deutschmann spielte Kurt Gödel, Katja Bellinghausen Adele Gödel und Gerd Wameling Albert Einstein. Ab dem 13. Oktober 2012 wurde das Stück unter der Regie von Antje Thoms am Deutschen Theater Göttingen inszeniert.

## Hörspiel
Der Norddeutsche Rundfunk und der ORF produzierten gemeinsam ein 78-minütiges Hörspiel, das am 27. März 2013 erstmals gesendet wurde. Regie führte Norbert Schaeffer, die Musik stammte von Martina Eisenreich. Es sprachen unter anderem Wolfram Berger (Kurt Gödel), Petra Morzé (Adele Gödel), Dietrich Siegl (Strinetzki) und Erich Schleyer (Albert Einstein). Das Hörspiel war im Juni 2013 auf dem ersten Platz der hr2-Hörbuchbestenliste und wurde im selben Jahr für den Deutschen Hörspielpreis der ARD nominiert.

## Übersetzungen
Bereits am 9. April 2012 erschien das Stück in einer französischen Übersetzung von Juliette Aubert als Les Esprits de Princeton. 2013 erschien es als Duchove v Prinstăn in einer bulgarischen Übersetzung von Žanina Dragostinova.

## Einordnung und Deutung
In Geister in Princeton führte Kehlmann sein beherrschendes Thema, das er bereits im Roman Die Vermessung der Welt mit Bravour behandelt hatte, fort: die literarische Vernunftkritik anhand von ambivalenten Genies. Während er im Roman mit dem Forschungsreisenden Alexander von Humboldt und dem Mathematiker Carl Friedrich Gauß Wissenschaftler porträtierte, die zwar verschroben, aber (zumindest real) nicht wahnsinnig waren, wendete er sich im Drama mit Kurt Gödel nun einem biographisch verbürgt geisteskranken Denker zu. Der Wahn stand dabei nicht im Gegensatz zum Genie, sondern ergab sich gewissermaßen genuin aus seinem rationalen Denken. Demgemäß äußerte sich Kehlmann 2011 anlässlich eines Interviews dazu, was ihn als Literat an Gödels Biographie faszinierte:

„Die Logik alleine ist nicht wirklich behandelbar für die Dichtung. Die Logik ist nur behandelbar mit ihrem Gegensatz des Chaos, das sie zu ordnen versucht. Gödel hat mich als Schriftsteller eher der Gespenster wegen interessiert oder wegen des Zusammenpralls von Gespenstern und Logik. [Die Gespenster] sind aus der Logik herausgekommen, aus seiner Vorstellung, dass alles, was keinen Widerspruch in sich schließt, auch existiert, und somit fühlte er sich gleich umgeben von Toten, weil alles, was mal existiert hat, existiert ja fort. Aber gleichzeitig ging’s bei ihm natürlich auch über dieses Abstrakte hinaus; er fühlte sich ja von allem möglichen verfolgt und er hatte eine ungeheure Angst, bis dahin, dass er verhungert ist aus Angst vor Vergiftung. Die Angst hat den Bereich des Abstrakten, des rein Logischen bei ihm recht früh und dann immer mehr verlassen.“

Wie Nikola Mizerová in einem Aufsatz zeigte, führte Kehlmann, um die Unzulänglichkeit bzw. Brüchigkeit der Vernunft literarisch zu demonstrieren, eine zweite Fiktionsebene ein, die in die „reale“, von Gödels Biographie gedeckte Ebene laufend eingreift und sich mit ihr vermischt. Er bediente sich hierfür Gödels Beweis der Möglichkeit von Zeitreisen und der Widerlegung einer linear verlaufenden Zeit, also einer grundsätzlich wissenschaftlich-logischen und keineswegs „magischen“ oder wahnsinnigen Idee (Kehlmann selbst sprach einmal von „gebrochenem Realismus“). Dadurch, dass die vertrauten Zeitgesetzte ausgehebelt werden, erscheinen Geister und Doppelgänger, endet das Stück zyklisch mit dem Anfang und verlaufen die Episoden nicht immer streng chronologisch. Das beunruhigt wiederum den Zuschauer und lässt ihn den Absolutheitsanspruch der Vernunft radikal in Frage stellen.
Das Übernatürliche und insbesondere Gespenster sind ein dominantes Motiv in Kehlmanns Werk. Sie kommen auch in Mahlers Zeit, Die Vermessung der Welt und Du hättest gehen sollen vor. Nicht zuletzt nannte er den Sammelband seiner Frankfurter Vorlesungen Kommt, Geister (2015), womit er sich als Schriftsteller quasi als Geisterbeschwörer inszenierte.
Verschiedentlich wurde Geister in Princeton in die Tradition von Wissenschaftler- und Wissenschaftsdramen der deutschen Literatur eingeordnet. Parallelen wurden zu Arthur Schnitzlers Professor Bernhardi (1912), Bertolt Brechts Leben des Galilei (1943) und Heinar Kipphardts In der Sache J. Robert Oppenheimer (1964) gezogen, vor allem aber zu Friedrich Dürrenmatts Tragikomödie Die Physiker (1962), in der ebenfalls mittels Ironie und komischen Elementen Wahn und Genie und die Verantwortlichkeit der Wissenschaft für die Atombombe thematisiert werden.

## Rezeption
Die Kritiken waren überwiegend sehr positiv. Dirk Schümer zeigte sich in der Frankfurter Allgemeinen begeistert:

„Dass Kehlmann Gödels Erdenwallen [...] einfach nur in biographischen Kapitelchen nachzeichnen würde, musste man bei einem Autor dieser Intelligenz nicht befürchten.“

Kehlmann brilliere „wie schon in seiner Prosa mit lakonischem Humor“. Er bewege sich „in den Fußstapfen der geistreichen Plaudereien des Kollegen Dürrenmatt“ und reichere das Stück mit „musilschen Bonmots“ an. Auch Ulrich Weinzierl war in Die Welt voll des Lobes über Kehlmanns Debüt, das er als „geistreiches Kopftheater“ bezeichnete.

„Ihm passieren keine Anfängerfehler: Geschickt, knapp und elliptisch baut er seine Szenen, die Dialoge sind handwerklich perfekt, im besten Sinne "witty" gearbeitet. Freilich wirkt "Geister in Princeton" völlig "undeutsch". Hierzulande würden Schriftsteller den Gedanken, etwa Albert Einstein auftreten zu lassen, in der Regel schreckensbleich von sich weisen.“

Bettina Steiner schrieb in Die Presse, Kehlmann erzähle „mit Intelligenz, Raffinement und Gespür für theatrale Effekte“ und lasse „die Paradoxien Purzelbäume schlagen“. Sabine Macht sprach in Der Standard von einem „großartigen ersten Bühnentext“, einem „geistreiche[n], witzige[n] Text“, Katja Kramp auf kulturwoche.at von einem „sehr gelungene[n] Drama-Debüt“ und einer „distanzierte[n] Charakterstudie“. Reinhard Kriechbaum lobte auf nachtkritik.de, wie sich Kehlmann „mit der ihm eigenen Akribie eingefuchst in Zeit und Umfeld“ habe, und konstatierte „köstliche hypothetische Begegnungen und Dialoge“ und „Talent zur Ironie“. Karin Seethaler sagte in Die Deutsche Bühne, Kehlmann beherrsche das „Format der historischen Biografie“. Das Stück punkte „vor allem mit der Menschlichkeit seiner Figuren“. Bei der Uraufführung sei sie „nicht tief bewegt, aber auf intelligente Weise unterhalten worden“.
Frank Dietschreit sprach in der Rheinischen Post hingegen von einem „reichlich kopflastigen Text“ und „hölzernen Dialogen“. Irene Bazinger befand in der Frankfurter Rundschau, Kehlmann habe „sich redlich Mühe gegeben“, allein das nütze nichts, denn das Stück enthalte zwar „ein paar witzige Dialoge“, lese sich aber „papieren und zäh“.

### Textausgaben
- Daniel Kehlmann: Geister in Princeton. Ein Stück in fünf Akten. Mit fünf Collagen von Joachim Jansong. Leipziger Bibliophilen-Abend, Leipzig 2014. (nur 140 Exemplare)
- Daniel Kehlmann: Geister in Princeton. In: Vier Stücke. Rowohlt, Hamburg 2019, S. 7–85.

### Übersetzungen
- Französisch: Les esprits de Princeton. Traduit de l'allemand par Juliette Aubert. Actes Sud-Papiers, Arles 2012, ISBN 978-2-330-00552-8.
  - Fantômes à Princeton. Traduit de l'allemand par Juliette Aubert-Affholder. Editions du Brigadier, Lille 2024, ISBN 978-2-494-70252-3.
- Bulgarisch: Duchove v Prinstăn / Nastavnikăt. Piesi. Prevod ot nemski Žanina Dragostinova. Black Flamingo, Sofia 2013, ISBN 978-954-291531-7.

### Sekundärliteratur
- Friedhelm Marx: Dunkle Geschichten. Daniel Kehlmanns Gespenster. In: Gegenwartsliteratur. Ein germanistisches Jahrbuch. Band 16, 2017, S. 57–76 (uni-bamberg.de).
- Andrea Albrecht: “Im Reich der Logik sind die Toten noch da.” Zu Daniel Kehlmanns Geister in Princeton. In: Gegenwartsliteratur. Ein germanistisches Jahrbuch. Band 16, 2017, S. 15–35.
- Leonhard Herrmann: Literarische Vernunftkritik im Roman der Gegenwart. Metzler, Stuttgart 2017, ISBN 978-3-476-04350-4, S. 133–135.
- Juliane Tranacher: Geniekonzepte bei Daniel Kehlmann. Königshausen & Neumann, Würzburg 2018, ISBN 978-3-8260-6565-1, S. 237–249.
- Michael Navratil: „Auf einmal mochten wir Günter Grass wieder.“ Die Wiedergewinnung des Politischen in Daniel Kehlmanns jüngeren Texten. In: Fabian Lampart et al. (Hrsg.): Daniel Kehlmann und die Gegenwartsliteratur. Dialogische Poetik, Werkpolitik und Populäres Schreiben. DeGruyter, Berlin 2020, S. 251–280, doi:10.1515/9783110647488-013.
- Nikola Mizerová: Das geisteskranke Genie in Daniel Kehlmanns Werk. Zur Vernunftkritik bei Daniel Kehlmann. In: Anafora. Band 8, Nr. 2, 2021, S. 311–333, doi:10.29162/ANAFORA.v8i2.4.